# Nefertite, regina del Nilo
Nefertite, regina del Nilo è un film del 1961 diretto da Fernando Cerchio.
Il film, di genere storico, è ambientato nell'antico Egitto e narra le vicende romanzate della regina Nefertiti, il cui nome è modificato in Nefertite.

## Trama
La giovane Tanith è innamorata dello scultore Tumos, ma il loro è un amore proibito, dato che lei dovrebbe diventare sacerdotessa. Tumos è costretto a fuggire nel deserto dove raggiunge Amenophis, il figlio del faraone e suo grande amico, che ha appena sconfitto i Caldei. Amenophis rimane sorpreso dalla calma di Seper, sacerdote dei Caldei, che gli parla di Aton, unico dio, e gli rivela che presto diverrà Faraone.
Grazie ad un salvacondotto del Faraone, Tumos può tornare a Tebe e riabbracciare la donna che ama, ma il gran sacerdote fa rapire Tanith e fa arrestare Tumos. Con una cerimonia dedicata al dio Amon, il grande sacerdote consacra Tanith con il nome di Nefertite; successivamente, le rivela di essere suo padre e di aver stabilito con il vecchio Faraone, ormai defunto, che sarebbe andata in sposa al figlio di questi, ovvero Amenophis. Pur di garantire la salvezza di Tumos, la ragazza accetta, e durante i festeggiamenti il gran sacerdote annuncia la morte del Faraone. Tumos viene intanto liberato dal suo maestro con l'aiuto di Merit, una ballerina che si è innamorata di lui, ma viene aggredito da un leone, e cade in uno stato di incoscienza dopo aver rischiato la morte.
Nel frattempo, il gran sacerdote rivela alla figlia il suo scopo: il Faraone è debole dovrà essere quindi lei a garantire la stabilità del regno. La ragazza anche questa volta non ha altra scelta, ma annuncia che nella malaugurata ipotesi che il Faraone morisse governerà il regno da sola, senza la guida dei sacerdoti. Durante una parata, Nefertite riconosce Tumos e gli affida l'incarico di realizzare un suo ritratto mentre il faraone sembra sempre più sofferente. Finita l'opera Tumos decide di lasciare Tebe per sempre, e chiede a Nefertiti di unirsi a lui, ma scoppia la rivolta contro il nuovo culto di Aton durante la quale Seper viene ucciso. Amenophis, sapendo che la rivolta era stata istigata dai sacerdoti, stabilisce una nuova religione di Stato, il culto del dio unico Aton.
Il gran sacerdote tenta di sollevare il popolo, ma Nefertiti scopre subito i suoi piani e decide di sostenere il marito, rimasto ormai senza nessun sostenitore, rivendicando il suo ruolo di regina, e chiede a Tumos di chiamare la guardia reale che si trova nel deserto. Scoppia la rivolta, Amenophis si rinchiude a pregare il suo dio, lascia a Nefertite l'onere di salvare l'Egitto, e si toglie la vita. I rivoltosi riescono a penetrare nel palazzo, ma finalmente arriva Tumos con i rinforzi, Merit uccide Bekanon e gli altri sacerdoti vengono arrestati.